# Apsara

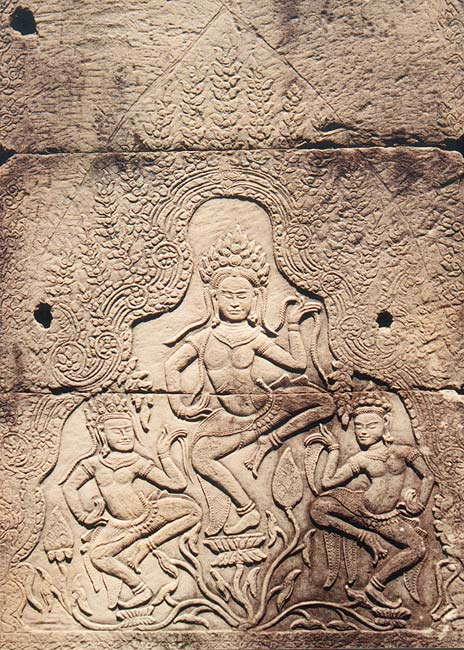
Tanzende Apsaras an einem Pfeiler des Bayon (Angkor, Kambodscha)

Apsaras (Sanskrit अप्सराः Apsarāḥ, f., Pali Accharā, chinesisch Feitian oder 天女,  Tiānnǚ, japanisch Tennyo) sind in der hinduistischen und Teilen der buddhistischen Mythologie halb menschliche, halb göttliche Frauen, die im Palast des Gottes Indra leben. Apsaras gelten auch als „Geister“ der Wolken und Gewässer und sind in dieser Hinsicht den Nymphen der griechischen und römischen Mythologie vergleichbar.

## Apsaras im Hinduismus
Im Rigveda, dem ab etwa 1200 v. Chr. entstandenen und damit ältesten Veda, wird eine Apsara als Gefährtin des Gandharva genannt, der eine Personifizierung des Lichts der Sonne ist und den Göttertrank Soma zubereitet.
In späteren Schriften nimmt die Zahl der Apsaras zu. Geschaffen von Brahma sind sie „Hofdamen“ im himmlischen Palast des Gottes Indra. Als himmlische Tänzerinnen sind sie die Gefährtinnen der nun ebenfalls in größerer Zahl erwähnten Gandharvas, die als himmlische Musiker beschrieben werden. Hauptaufgabe der Apsaras und Gandharvas ist es, die Götter und Göttinnen zu unterhalten. Manche Mythen erzählen auch davon, dass Apsaras nach dem Tod besonders verdienstvoller Helden oder Könige zu deren Gefährtinnen wurden.
Unter allen Apsaras – gemäß der Überlieferung bewohnen insgesamt 26 den Himmelspalast – nehmen Rambha, Urvashi, Menaka und Tilottama eine besondere Stellung ein. Diese vier werden von Indra wiederholt zu den Menschen auf der Erde ausgesandt, um Weise, die mit ihrer Enthaltsamkeit und ihrem Streben nach spiritueller Perfektion eine Gefahr für Indras oder anderer Götter Vormachtstellung zu werden drohen, zu verführen und von ihrem Weg abzubringen. Beispielsweise wird im Ramayana die Geschichte erzählt, wie Indra die Apsara Menaka zum Brahmanen Vishvamitra sendet, um diesen von seiner Meditation abzulenken, was ihr auch gelingt.
Die Namen vieler aus den großen indischen Epen Mahabharata und Ramayana bekannter Apsaras sind in Indien beliebte Frauennamen; darunter beispielsweise Urvashi (die Schönste der Apsaras), Menaka, Rambha, Parnika, Parnita, Subhuja, Vishala, Vasumati (Apsara „von unvergleichlichem Glanz“) und Surotama.

## Apsaras in Angkor

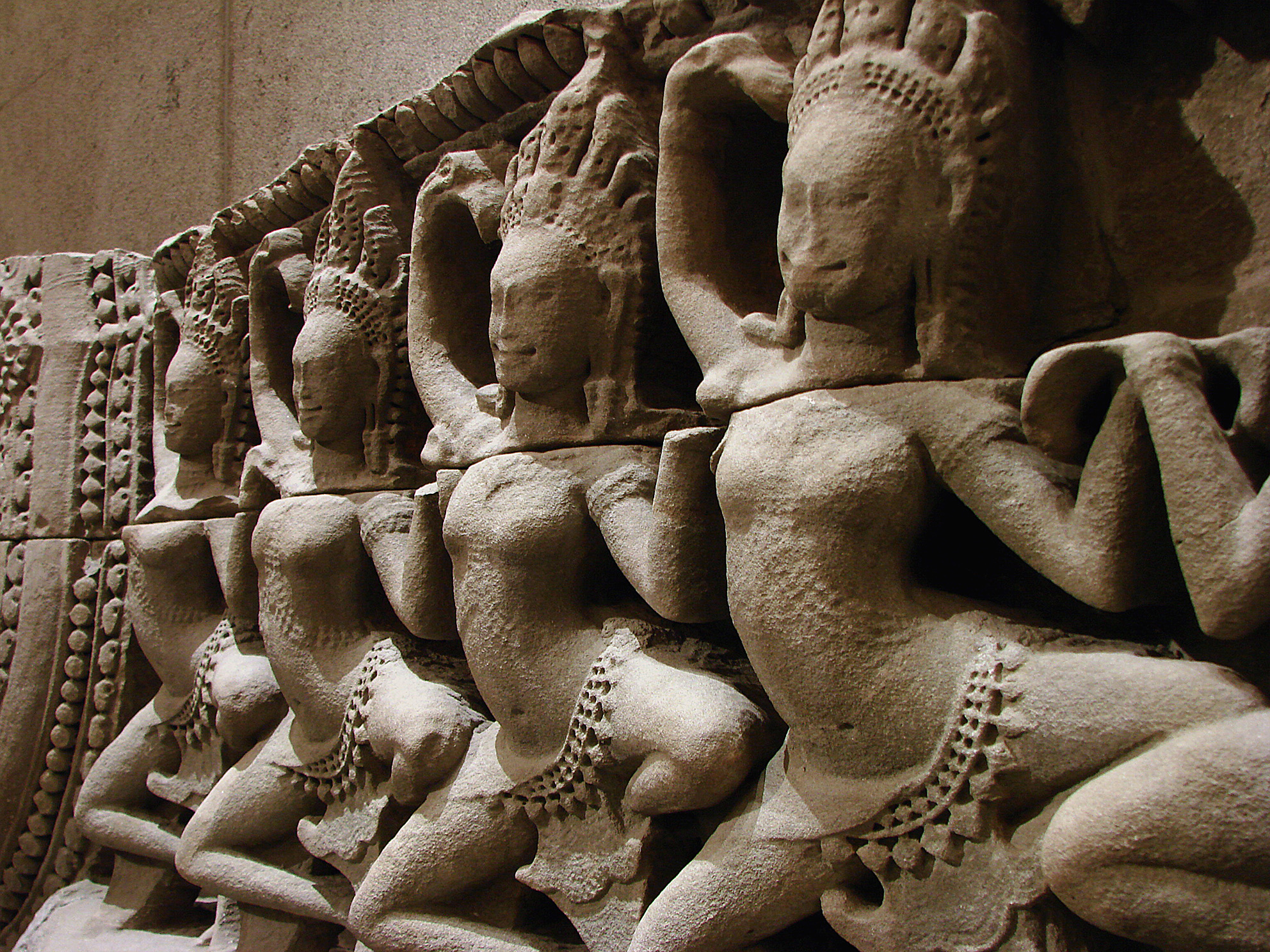
Apsaras im Bayon-Stil, Musée Guimet, Paris

Einen besonderen Stellenwert erhielten Apsaras in der Mythologie der Khmer zur Zeit des historischen Königreiches Kambuja, mit der heute als Angkor bekannten Hauptstadt (9. bis 15. Jahrhundert, Kambodscha). Eine Legende erzählt davon, dass König Jayavarman II., der als Gründer des Reiches Kambuja gilt, das Reich von Indra, dem König der Götter, zugewiesen bekam. Zugleich präsentierten die Apsaras den Menschen von Kambuja die Kunst des Tanzes.
An vielen Tempelwänden in Angkor finden sich Reliefdarstellungen von Apsaras, meist mit auswärts gerichteten Knien auf Lotosblüten tanzend, manchmal auch fliegend; die aufrecht stehenden, oft Blumen tragenden Göttinnen dagegen sind Devata.
Die Tradition des höfischen Tanzes in Kambodscha, manchmal Apsara-Tanz genannt, geht auf den Königshof in Angkor zurück. Dieser kunstvolle Tanz hatte auch großen Einfluss auf die Entwicklung der im Westen bekannteren thailändischen Tanzkunst.

## Apsaras im Buddhismus
Götter und himmlische Wesen spielen im Buddhismus im Allgemeinen nur eine untergeordnete und wenig bedeutende Rolle. Sie gelten als Wesen auf anderen Ebenen der Existenz als Menschen, sind aber, wie die Bewohner der Erde, dem Kreislauf von Leben, Tod und Reinkarnation (siehe auch Samsara und Lebensrad) unterworfen.
Apsaras finden sich beispielsweise in einer Erzählung der Jatakas („Geburtsgeschichten“) in denen von den Taten des Buddha in seinen früheren Leben erzählt wird. Die Catudvara-Jataka berichtet vom habgierigen und den weltlichen Genüssen anhängenden Mittavinda, der auf seinen Reisen neben anderen auch einigen Apsaras begegnet. Am Ende wird er von Buddha – in einer seiner früheren Inkarnationen als Bodhisattva – belehrt, dass alle weltlichen Genüsse vergänglich sind.
Insbesondere in Ost- und Südostasien wurden Apsaras im Zuge des Synkretismus auch in die
buddhistische Ikonographie aufgenommen. So finden sich Darstellungen auch in buddhistischen Tempelanlagen unter anderem in der heutigen Volksrepublik China, Kambodscha, Thailand und Indonesien.

## Bilder

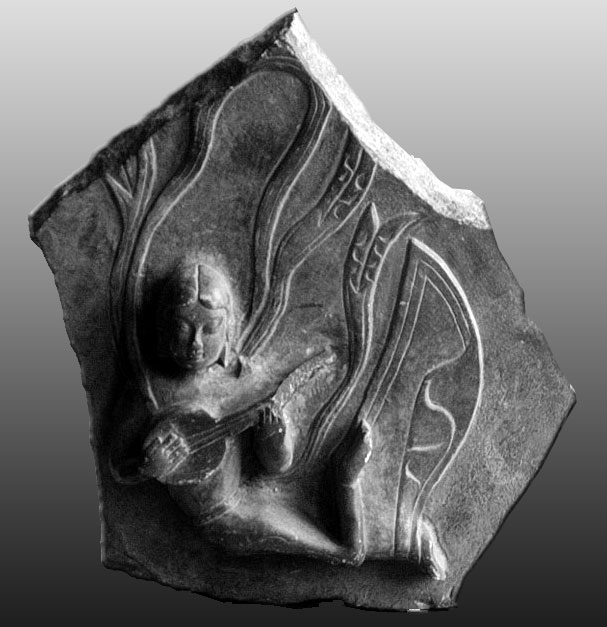
Apsara mit Sitar, China; Longmen-Grotten; 4.–6. Jahrhundert
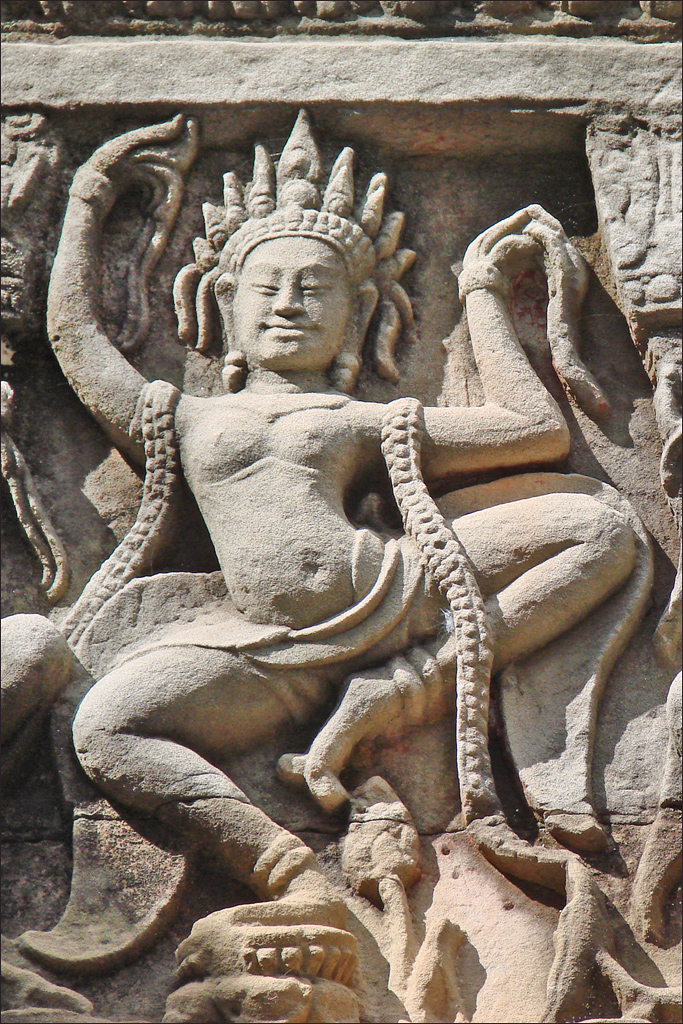
Tanzende Apsara, Angkor
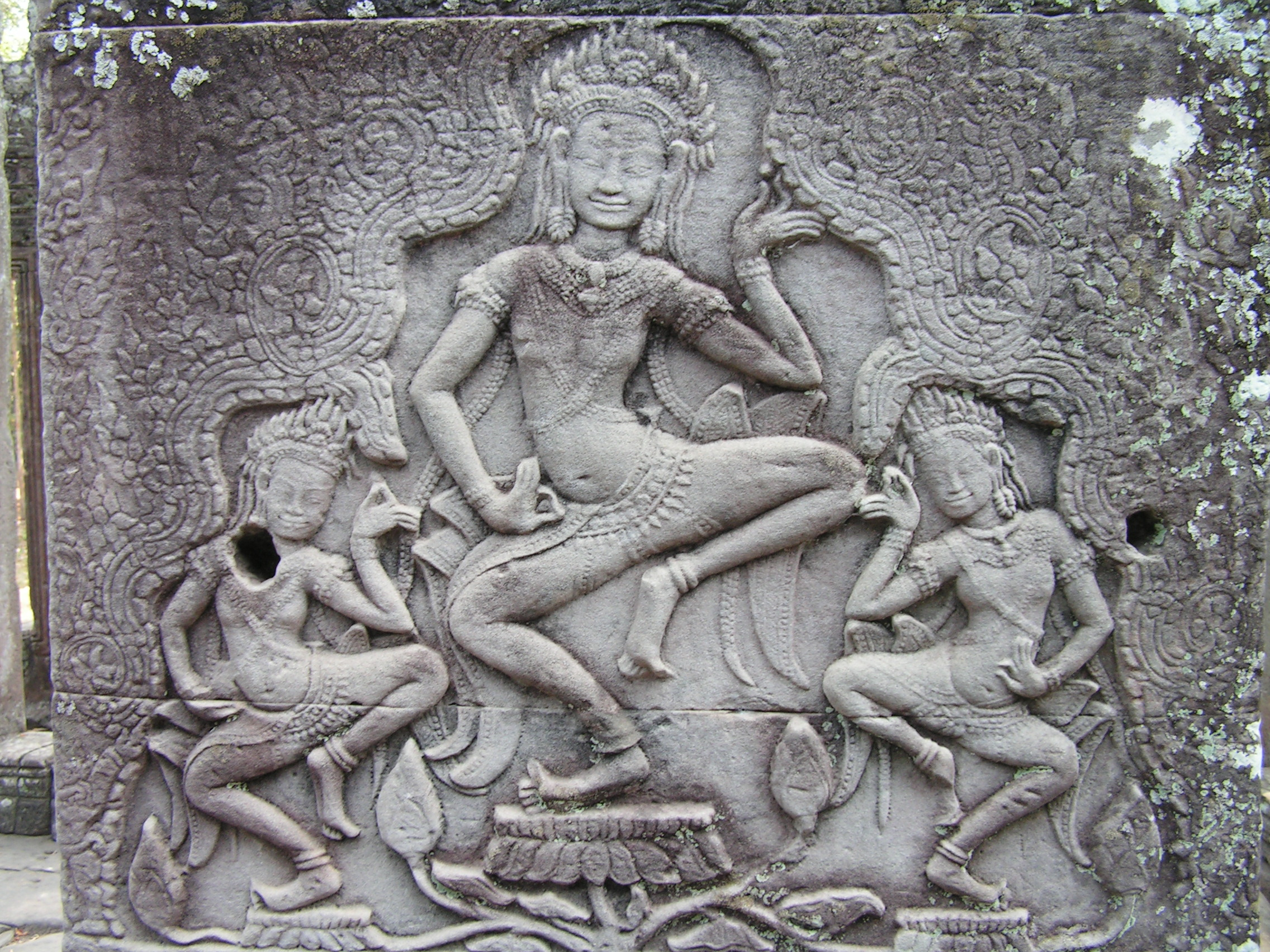
3 tanzende Apsaras, Angkor
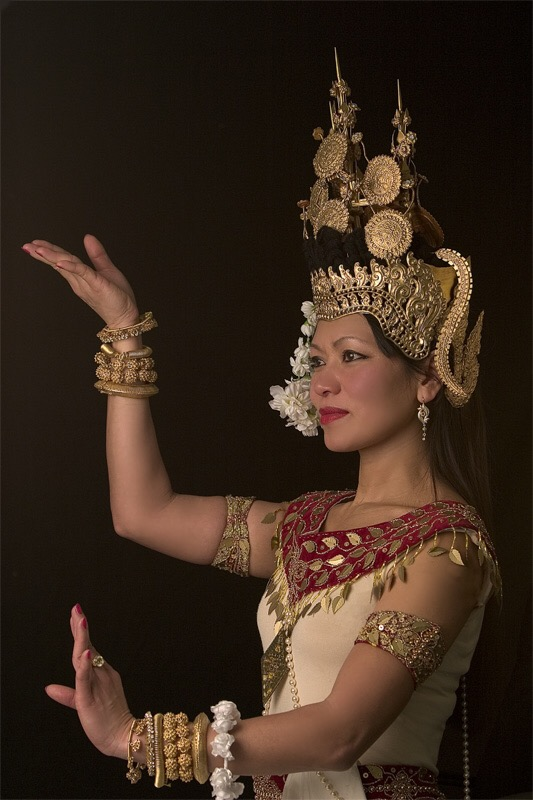
kambodschanische Apsaratänzerin